# 캐나다 여자 농구 국가대표팀
캐나다 여자 농구 국가대표팀(영어: Canada women's national basketball team은 캐나다의 여자 농구 대표팀이다. 

## 같이 보기
- 국제 농구 아메리카 연맹
- 캐나다 농구 국가대표팀